# In einem Land vor unserer Zeit II – Das Abenteuer im Großen Tal
In einem Land vor unserer Zeit II – Das Abenteuer im Großen Tal oder In einem Land vor unserer Zeit II – Das vergessene Tal ist ein Zeichentrickfilm. Regie führte Roy Allen Smith. Der Film ist im Jahr 1994 in den USA erschienen. Er stammt von Universal Pictures. Der Film wurde für den Videomarkt produziert.

## Handlung
Die fünf Freunde Littlefoot, Cera, Ducky, Petrie und Spike haben ein unbeschwertes Leben im „Großen Tal“. Sie sind davon genervt, dass sie von den Erwachsenen wie Babys behandelt werden. Als sie sich auf den Weg zur Spielwiese machen, fallen sie in eine Teergrube, werden aber von ihren Eltern gerettet, welche sauer sind. Littlefoots Großeltern erklären ihrem Enkel, dass sie ihn nicht verlieren wollen. Littlefoot hasst es, klein zu sein. Als er schläft, sucht Cera ihn auf und beide treffen sich mit den anderen und reden über die Behandlung durch ihre Eltern. Besonders Cera hat die Nase voll davon, wie ein Kleinkind behandelt zu werden. Sie wollen zeigen, dass sie mutig sind. Da entdecken sie etwas erschreckendes: zwei Eierdiebe (Struthiomimus), Ozzy und sein vertrottelter Bruder Strut, dessen vegetarische Ernährung ihm ein Dorn im Auge ist, stehlen ein Ei aus Duckys Nest. Sie verfolgen die beiden Eindringlinge und gelangen dabei außerhalb des Tals ins „Geheimnisvolle Jenseits“, wo die Scharfzähne leben. Das gestohlene Ei gelangt durch Umstände wieder ins Nest, was sie aber nicht bemerken. Sie stoßen auf ein weiteres, fremdes Ei, das sie für das geraubte halten. Sie lösen zuvor versehentlich einen Steinrutsch aus, bei dem der große Wall, der das Tal vor den Scharfzähnen schützt, beschädigt wird. Sie bringen das Ei zurück ins Tal, entdecken dann aber, dass das Ei viel größer ist als die anderen und es sich um ein anderes handelt. Aus dem Ei schlüpft ein Baby-Scharfzahn der Art T-Rex, der ihnen zunächst Angst einjagt. Als sie bemerken, dass „Chomper“, wie sie ihn nennen, keine Gefahr darstellt, nehmen sie sich seiner an und wollen seine Eltern sein. Dies gestaltet sich als schwierig, da Chomper kein Pflanzenfresser ist und sie keinerlei Erfahrung mit Erziehung haben, zumal sie selbst noch Kinder sind. Dann tauchen Ozzy und Strut wieder auf und wollen sich an den Kindern rächen, werden aber durch Chomper vertrieben, da er durch seinen Schatten viel größer wirkt. Als Chomper Hunger hat und Cera beißt, bekommt er von den Kindern eine Standpauke und läuft weinend weg. Dabei begibt er sich zu einem Vulkan. Die Freunde folgen ihm, um ihn zurückzuholen. Als der Vulkan ausbricht, tauchen Ozzy und Strut wieder auf und wollen die Freunde töten, werden aber davon abgehalten, als plötzlich Chompers Eltern durch das Loch im Wall dort auftauchen und angreifen. Als Littlefoots Großeltern das Gebrüll hören, warnen sie die anderen Bewohner des Tals. Littlefoot hilft seinem Großvater im Kampf gegen Chompers Vater, worauf es den anderen Freunden gelingt, seine Mutter für einen Moment zu überwältigen. Als plötzlich beide Scharfzähne wieder auftauchen und die Kinder angreifen wollen, stellen sich ihnen deren Eltern in den Weg und bekämpfen sie. Die Scharfzähne verlassen das Tal wieder. Littlefoot wird jedoch klar, dass es sich um Chompers Eltern handelt und bringt ihn zu diesen. Chompers Eltern, die ihren Sohn die ganze Zeit gesucht hatten, sind froh, ihn wieder zu haben. Littlefoot gerät erneut in die Fänge von Ozzy und Strut, wird sie aber durch Chompers Eltern endgültig los. Die Kinder erzählen ihren Eltern von den Vorkommnissen und dem Loch im Wall, welches die Dinosaurier daraufhin wieder verschließen. Nach seinen Erlebnissen denkt Littlefoot um, was das klein sein betrifft und erzählt dies seinen Großeltern.

## Charaktere
| Rolle                  | Gattung       | Englischer Sprecher | Deutscher Sprecher   |
| ---------------------- | ------------- | ------------------- | -------------------- |
| Littlefoot             | Apatosaurus   | Scott McAfee        | Ozan Ünal            |
| Cera                   | Triceratops   | Candace Hutson      | Magdalena Turba      |
| Ducky                  | Saurolophus   | Heather Hogan       | Tobias Thoma         |
| Petrie                 | Pteranodon    | Jeff Bennett        | Wolfgang Ziffer      |
| Spike                  | Stegosaurus   | Rob Paulsen         | Mario von Jascheroff |
| Littlefoots Großvater  | Apatosaurus   | Kenneth Mars        | Karl Schulz          |
| Littlefoots Großmutter | Apatosaurus   | Linda Gary          | Rita Engelmann       |
| Ceras Vater            | Triceratops   | John Ingle          | Helmut Krauss        |
| Strut                  | Struthiomimus | Rob Paulsen         | Hans Hohlbein        |
| Ozzy                   | Struthiomimus | Jeff Bennett        | Bernd Rumpf          |
| Erzähler               |               | John Ingle          | Roland Hemmo         |